# Fleury (Manica)
Fleury è un comune francese di 903 abitanti situato nel dipartimento della Manica nella regione della Normandia.
Appartiene al cantone di Villedieu-les-Poêles nella circoscrizione (arrondissement) di Saint-Lô e fa parte della comunità di comuni del cantone, istituita nel 1993.
Vi si trova una chiesa dedicata a Notre Dame, risalente al XII secolo.

## Società

### Evoluzione demografica
Abitanti censiti